# Svetoblažje
Svetoblažje je naselje u općini Trnava u Osječko-baranjskoj županiji. Selo je nazvano po povjesnoj crkvi svetog Blaža koja se nalazila na ovome mjestu.

## Stanovništvo
Prema popisu stanovništva iz 2001. godine Svetoblažje je imalo 96 stanovnika.
| broj stanovnika | 219   | 233   | 170   | 196   | 240   | 293   | 314   | 333   | 354   | 340   | 293   | 255   | 207   | 139   | 96    | 70    | 66    |
|                 | 1857. | 1869. | 1880. | 1890. | 1900. | 1910. | 1921. | 1931. | 1948. | 1953. | 1961. | 1971. | 1981. | 1991. | 2001. | 2011. | 2021. |

## Povijest
Srpsko pravoslavno stanovništvo iz Bosne naselilo je po povlačenju osmanskih snaga iz Slavonije opustjelo selo Svetoblažje. U selu je do 1992. godine stajao zvonik koji je tada uništen miniranjem. Dio mještana srpske nacionalnosti u dobi za vojsku u prosincu 1991. godine je prema lokalnim svjedočenjima upućeno u vojarnu u Đakovu gdje su na prvim linijama ratišta obavljali teške poslove kopanja rovova kao i zidarske i druge poslove u samoj vojarni.